# Арана, Ицасо
Ицасо Арана Базтан (исп. Itsaso Arana Baztan; род. 2 августа 1985, Тафалья, Испания) — испанская актриса

. Известна главным образом ролью Анны в телесериале «Открытое море».

## Биография
Родилась 2 августа 1985 года в Тафальи.
Принимала участие в таких фильмах, как «Las alta pressiones» (2014), «Acantilado» (2016) и сериалах, таких как «El don de Alba» или «Vergüenza». Вместе с Джонасом Труэба снялась в «La reququista» (2016) и написала либретто к фильму «La virgen de Agosto», вышедший в 2019 году.
В 2020 году сыграла главную роль горничной Анны в третьем сезоне испаноязычного телесериала производства Netflix и Bambú Producciones — «Открытое море».
В 2022 году была номинирована на премию испанского телевидения Feroz как лучшая актриса второго плана за роль в сериале «Reyes de la noche».